# Větná perioda
Perioda (větná perioda, řídce obvětí) je v lingvistice označení archaického složitého souvětí, jež se typicky skládá ze dvou částí, jež jsou samy souvětími: předvětí (protasis, protaze) a závětí (apodosis, apodoze). Tyto části bývají vzájemně symetrické, odděleny dvojtečkou. Předvětí obvykle vyjadřuje podmínku závětí. Perioda byla oblíbená v antice (Cicero), v Českých zemích zejména v renesanci a baroku (období humanistické češtiny), objevuje se ale už ve středověku (Tkadleček).